# Alhos Vedros
A Freguesia de Alhos Vedros, com sede na vila que lhe dá o nome, é uma freguesia portuguesa do Município de Moita com 16,56 km² de área e 16146 habitantes (censo de 2021), tendo, por isso, uma densidade populacional de 975 hab./km².
A sua sede, Alhos Vedros, foi vila e sede de concelho até 1855. Foi de novo elevada à categoria de vila pela Lei n.º 65/97 de 1997-07-12.

## História
As suas origens remontam ao período anterior à Reconquista Cristã, pois nas "Memórias Paroquiais de 1758" é feito um relato, certamente de conteúdo semi-apócrifo, da forma como os seus habitantes terão resistido às investidas muçulmanas num Domingo de Ramos, por ocasião da recuperação de Palmela pelos Cristãos.
O seu estatuto municipal terá surgido bem antes do século XIV, estendendo-se os limites do seu termo desde o rio Coina até aos esteiros de Alcochete, formando um dos quatro Conceelhos Medievais - chamado Concelho do Ribatejo - da Margem Sul, em conjunto com Almada, Sesimbra e Palmela. No entanto, partilhava a dignidade de cabeça do Concelho do Ribatejo com Sabonha (hoje São Francisco, em Alcochete).
Em 1415, na sequência da pandemia de Peste Negra que assolava a capital e levou à morte da própria Rainha D. Filipa de Lencastre, é em Alhos Vedros que o Rei D. João I de Portugal se refugia, aí recebendo, de acordo com o Cronista Gomes Eanes de Zurara, uma comissão encabeçada por alguns dos seus filhos com o objectivo de serem tomadas as decisões finais quanto à iniciativa da conquista de Ceuta a 15 de Agosto desse mesmo ano.

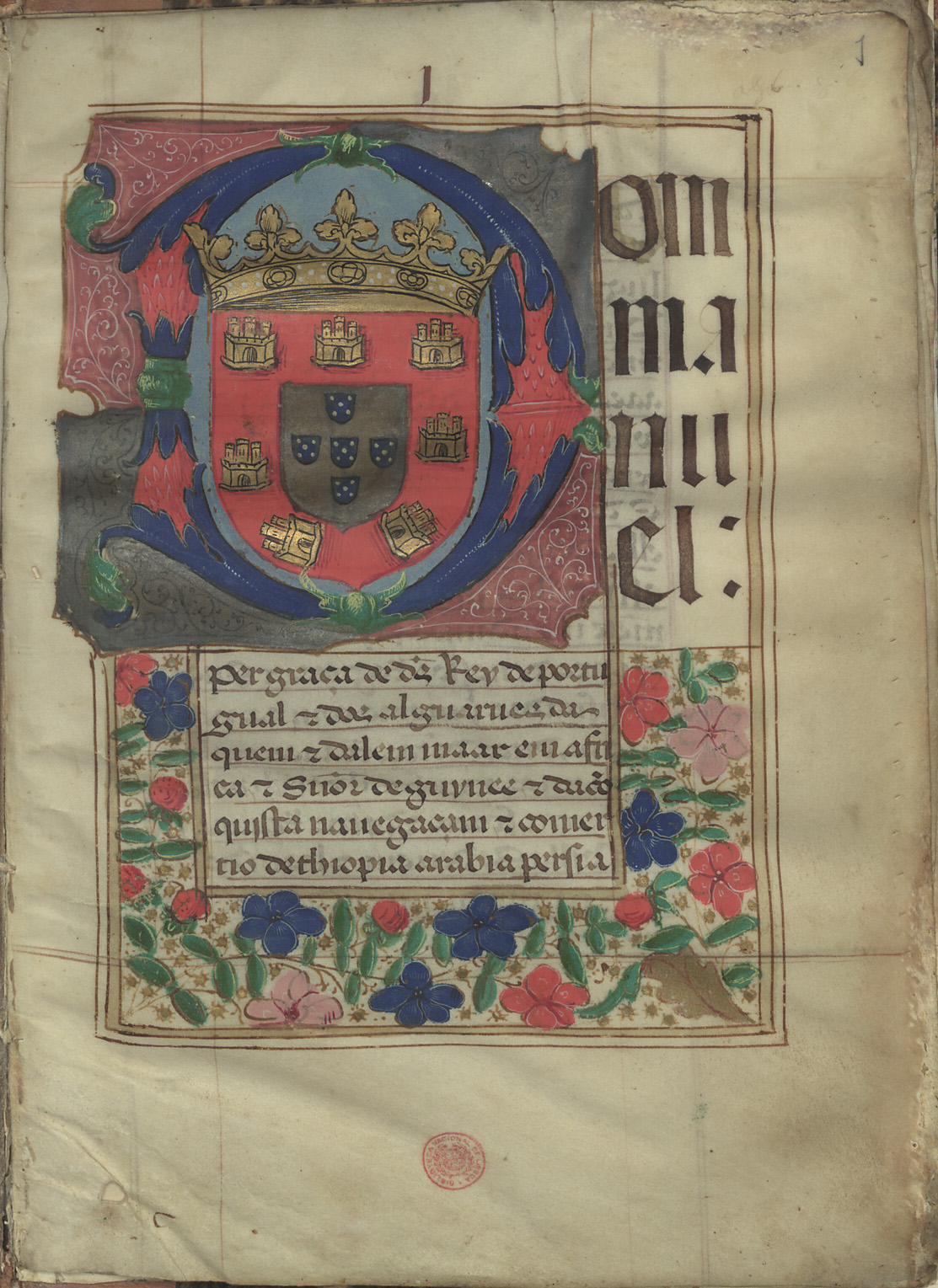
Foral de Alhos Vedros (1514)

A importância de Alhos Vedros no contexto é confirmada em 15 de Dezembro de 1514, ao ser a terceira localidade da região (depois de Palmela e Almada) a receber o chamado Foral Novo, atribuído por D. Manuel I de Portugal.
À sua Igreja Matriz - de que é orago São Lourenço - eram obrigadas a vir todas as gentes das localidades do termo para os serviços religiosos dominicais e principais festividades do calendário religioso.
Em termos económicos, Alhos Vedros viveria fundamentalmente da sua ligação ao rio Tejo (pesca, extracção de sal, transporte fluvial) e da agricultura (vinha, mas não só).
Devido a uma evolução demográfica desfavorável, a vila de Alhos Vedros iria perdendo influência a partir de meados do século XVI e do século XVII.
Do seu termo, ir-se-iam separando gradualmente novas unidades administrativas como o Barreiro (elevação a vila em 1521), o Lavradio (1670) e a Moita (1681), o que agravaria o seu declínio relativo.
No século XVIII, no rescaldo do Terramoto de 1755, verifica-se que a população de Alhos Vedros já é bastante inferior a algumas das povoações que antes dela dependiam. No início do século XIX era composto apenas pela freguesia da sede. Em 1836 anexou as freguesias de Coina, Lavradio e Palhais, após a extinção dos Concelhos de Coina e Lavradio. Com o início do regime liberal e a reorganização do mapa político-administrativo, o concelho de Alhos Vedros acabaria por ser extinto em 1855, oscilando entre a incorporação no do Barreiro ou no da Moita como viria a acontecer em finais dessa centúria.
Ao longo do século XX, a freguesia de Alhos Vedros continuaria a ter uma feição essencialmente rural embora, a partir do maior desenvolvimento da unidade fabril da CUF no Barreiro, e na segunda metade do século de outras grandes indústrias como a Lisnave ou a Siderurgia, fosse ganhando algumas feições de dormitório para muitas famílias de características proletárias.
Com lugares desanexados desta Freguesia foi criada, pelo Decreto-Lei nº 47513, de 26/01/1967, a freguesia da Baixa da Banheira.
Em termos de indústrias residentes na Freguesia, o sector corticeiro seria o mais importante até às décadas de 1960 e de 1970, sucedendo-se uma intensa mas curta expansão do sector têxtil até à década de 1980, que teria o seu fim ao longo da década de 1990.
Atualmente tem vindo a sofrer um acelerado processo de suburbanização que lhe tem descaracterizado as suas características tradicionais.

## Demografia
A população registada nos censos foi:
| Distribuição da População por Grupos Etários | Distribuição da População por Grupos Etários | Distribuição da População por Grupos Etários | Distribuição da População por Grupos Etários | Distribuição da População por Grupos Etários |
| -------------------------------------------- | -------------------------------------------- | -------------------------------------------- | -------------------------------------------- | -------------------------------------------- |
| Ano                                          | 0-14 Anos                                    | 15-24 Anos                                   | 25-64 Anos                                   | > 65 Anos                                    |
| 2001                                         | 1968                                         | 1777                                         | 6887                                         | 1982                                         |
| 2011                                         | 2576                                         | 1448                                         | 8587                                         | 2439                                         |
| 2021                                         | 2674                                         | 1693                                         | 8758                                         | 3021                                         |

## Património
Em termos patrimoniais, destacam-se a referida Igreja Matriz de São Lourenço, o único pelourinho manuelino completo do distrito de Setúbal, o chamado poço mourisco, provavelmente quinhentista e o seu moinho de maré. No entanto, a maior parte dos traços das suas origens multisseculares e do seu passado histórico têm vindo progressivamente a desaparecer, assim como o próprio rico património natural da longa zona ribeirinha tem vindo a ser destruído, primeiro com os efeitos da poluição industrial e, depois, devido ao entulhamento das antigas salinas e viveiros piscícolas que existiam na zona de sapal.
Eis então algum do património nesta freguesia: 
- Capela da Santa Casa da Misericórdia de Alhos Vedros.
- Capela de São Sebastião na Igreja Matriz de São Lourenço
- Igreja Matriz de Alhos Vedros
- Pelourinho de Alhos Vedros
- Moinho de Maré
- Palácio da Cova ou Palácio dos Condes de São Payo
- Palácio da Quinta da Fonte da Prata
- Quinta de São Pedro (em ruínas)
- Salinas e Marinhas do Sec.XV
- Foral Manuelino
- Pelourinho Manuelino
- Poço Medieval

## Personalidades ilustres
- Visconde de Alhos Vedros
- Norberto José Ribeiro
- António Pedro de São Payo de Melo e Castro Lusignan , 5º conde de São Payo
- Fernão do Casal
- Tristão de Mendonça e Albuquerque, Comendador de Avanca
- Tristão de Mendonça Furtado, Morgado da Cova
- Luis de Mendonça Furtado e Albuquerque , Governador de Armas do Minho
- Ana de Mendonça , Comendadeira do Mosteiro de Santos , mãe de Dom Jorge de Lencastre 2º duque de Coimbra
- Catarina Lopes de Bulhão
- Gaspar de Sousa, Governador da Mina
- Frei Gaspar da Cruz
- António da Cunha, comendador da Ordem de Cristo
- Afonso Pereira Galvão, comendador da Ordem de Santiago da Espada
- Fernão da Cunha de Sousa
- António Correia Carneiro, escrivão do Paço da Madeira
- Manuel de Távora, Alcaide de Alhos Vedros
- Amaro de Távora, Alcaide de Alhos Vedros
- António de Mattos Cabral, Morgado do Xaro
- Jerónimo Tomas, Escudeiro Fidalgo da Infanta Dona Maria
- Afonso de Viana, Escudeiro Fidalgo do Infante Dom Fernando, Morgado de Viana, Cavaleiro da Ordem de Santiago
- Luis Pereira Galvão, Capitão de Infantaria nos Regimentos da Lombardia
- Afonso Pereira Pato, Capitão Mayor das Vilas do Ribatejo
- Luis Pereira Pato, Escrivão dos Orfãos da Vila de Alhos Vedros, Fidalgo da Casa Real
- João Pereira Moniz, Padre
- Garcia Pires de Matos, Homem Nobre fidalgo da Casa Real
- Silvestre de Matos, Alcaide de Alhos Vedros, Vereador do Senado da Camara de Alhos Vedros
- Francisco de Matos e Sousa, Ajudante , Escrivão do Judicial e Notas da Vila de Alhos Vedros
- Lourenço Gomes de Araujo e Sousa, Fidalgo da Casa Real, Familiar do Santo Oficio
- João de Matos, Padre Jerónimo da Igreja Matriz de São Lourenço de Alhos Vedros.
- Simão Alvares do Casal, Capitão
- António Moreira de Sena Rosa e Barbuda, Escrivão da Câmara e Orfãos da Vila de Alhos Vedros
- António Pedro da Purificação de Matos, Escrivão dos Orfãos da Comarca de Alhos Vedros
- Manuel da Cruz Moreira de Matos, Professor Régio da Vila de Alhos Vedros
- António Pedro de Sousa, Industrial de Salinas , representante do titulo de visconde de Alhos Vedros
- Eusébio António de Sousa, Regedor de Alhos Vedros, Sec. XIX
- Maria da Penha de França de Mendonça, Senhora de Pombalinho
- Martim Afonso de Avis, Escrivão da Casa da Mina , India e Guiné
- João Pedro Pereira Coutinho de Abreu da Gama
- António Maria da Luz de São Payo de Melo e Castro,
- Dona Maria José Barroso da Câmara, marquesa de Penafiel
- João Franco de Brito Caiado, Industrial
- Tiago Franco Caiado Coelho Guerreiro
- Miguel de Sousa, Oráculo de Belini , Oráculo Lusitano
- Isabel Angelino
- Raimundo António de Sousa, Co-Fundador do Clube de Recreio e Instrução , CRI.
- Leonel Coelho, Politico MRPP
- Vitor Manuel Rodrigues Cabral, associativista
- João Correia da Cruz, associativista
- João Manuel Gaspar da Chica, Associativista,(Toponímia Rua João M. Gaspar da Chica , Alhos Vedros e Escola de Futebol João Gaspar do Clube Recreio e Instrução, CRI)
- Fernanda Nunes de Oliveira Gaspar, politico, PCP , Presidente da Junta de Freguesia de Alhos Vedros, Vereadora da Câmara Municipal da Moita, Presidente da Assembleia Municipal da Moita, Deputada da Assembleia Municipal da Moita,etc.

## Entidades de Utilidade Pública
- Sociedade Filarmónica Recreio e União Alhosvedrense

## Festas
No Domingo mais próximo do dia 2 de Agosto realiza-se a Festa em Honra de Nossa Senhora dos Anjos de Alhos Vedros, que dura cinco dias.